# هیرومیچی کاتانو
هیرومیچی کاتانو (انگلیسی: Hiromichi Katano؛ زادهٔ ۶ آوریل ۱۹۸۲) بازیکن فوتبال اهل ژاپن است.
از باشگاه‌هایی که در آن بازی کرده‌است می‌توان به باشگاه فوتبال سوکوتای و باشگاه ورزشی توچیگی اشاره کرد.